# Organisation of Rural Associations for Progress
Die Organisation of Rural Associations for Progress (ORAP) ist eine Nichtregierungsorganisation in Simbabwe, die sich für die Entwicklung der einheimischen Bevölkerung in den ärmsten Provinzen des Landes engagiert.

## Geschichte
Die Organisation wurde 1980 kurz nach der Unabhängigkeit Simbabwes gegründet und 1981 offiziell registriert.
1993 erhielt sie den Right Livelihood Award (Alternativer Nobelpreis).

## Ziele
Die Organisation of Rural Associations for Progress will vor allem jede Form von Armut und Hunger in der ländlichen Bevölkerung bekämpfen.
Als Ursachen sieht sie den Verlust der traditionellen Kultur, Sprache und Lebensweise.

## Tätigkeit
Die Organisation ist in den Provinzen Nord- und Süd-Matabeleland und Midlands aktiv. Diese sind auf Grund schlechter klimatischer Bedingungen und mangelnder natürlicher Ressourcen die ärmsten in Simbabwe.
ORAP will die Menschen dazu befähigen, selbst für ihren Lebensunterhalt sorgen zu können, vor allem durch einfache bäuerliche Landwirtschaft.
Die Organisation führt Bildungsprogramme und Trainings zur Selbstaktivierung und Mobilisierung durch. Sie unterstützt landwirtschaftliche Projekte durch Mikrokredite und fachliche Beratung.
Dazu leistet sie direkte humanitäre Hilfe mit Lebensmitteln, sauberem Wasser und technischer Unterstützung.
Sie bietet Hilfe für Familien und Kinder in Notsituationen.